# Kurzhorn-Chamäleon
Das Kurzhorn-Chamäleon (Calumma brevicorne) ist eine auf Madagaskar endemische Art aus der Familie der Chamaeleonidae. Diese Art wurde 1879 von Günther beschrieben.

## Merkmale

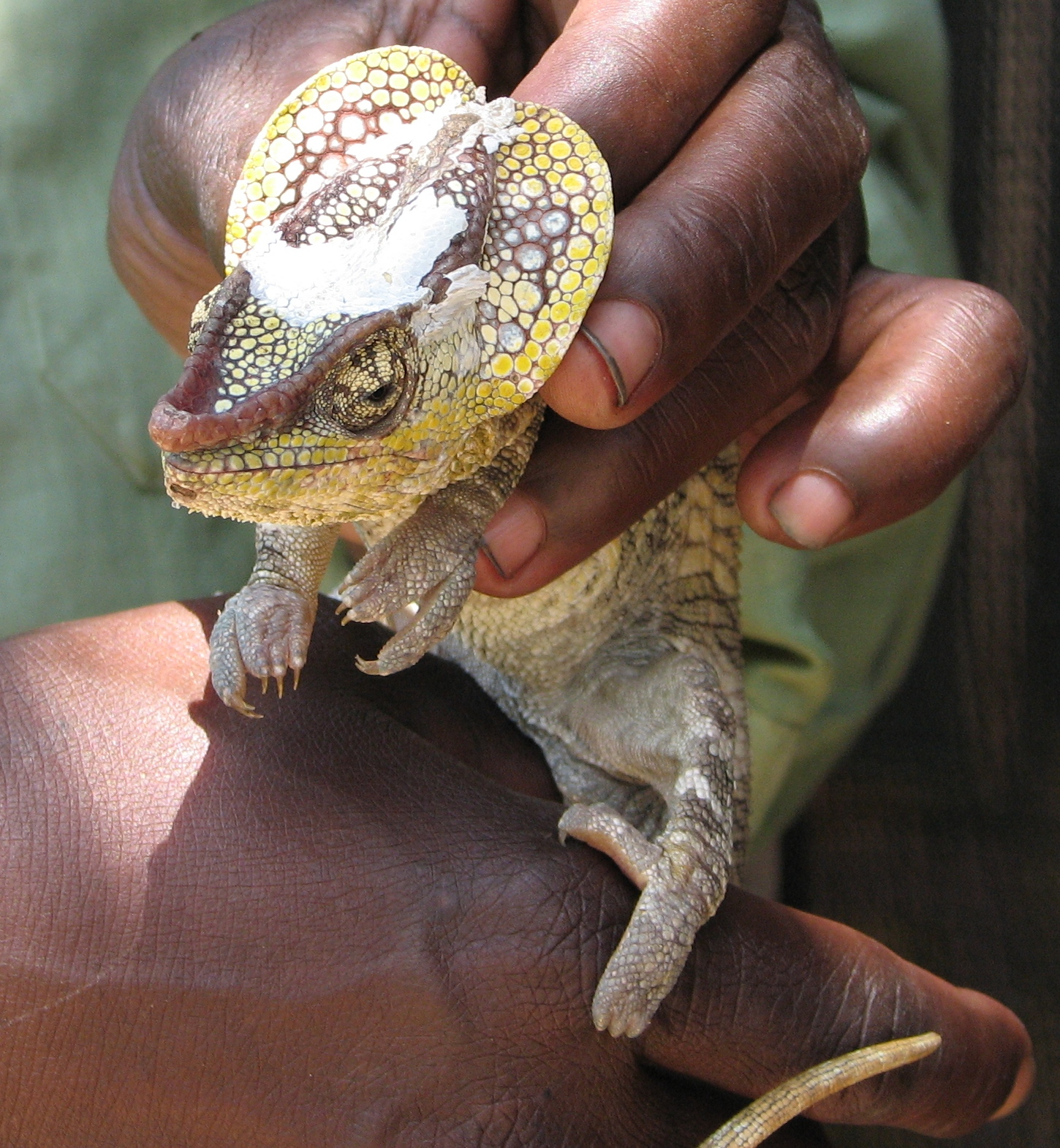
Frontalansicht eines männlichen Kurzhorn-Chamäleons

Das relativ große Chamäleon hat stark ausgeprägte Occipitallappen, die deutlich voneinander getrennt sind. Ein Scheitelkamm ist kaum ausgeprägt, die Rostralkämme finden sich bei beiden Geschlechtern. Aus den Rostralkämmen bildet sich bei Männchen ein 3 bis 5 Millimeter langer, harter Nasenanhang. Auch bei den Weibchen sind die Rostralkämme verschmolzen, bilden aber keine derartige Struktur. Ein Bauchkamm ist vorhanden, ebenso einer am Hals. Der Rückenkamm zeigt keine periodischen Muster in der Größe der einzelnen Höckerchen. Die Beschuppung ist heterogen. Die Tiere sind meist grau und braun gefärbt und weisen an den Seiten schräg verlaufende, dunklere Bereiche auf.
C. crypticum und C. amber sehen dem Kurzhorn-Chamäleon sehr ähnlich und lassen sich hauptsächlich durch ihre Färbung unterscheiden.

## Lebensraum

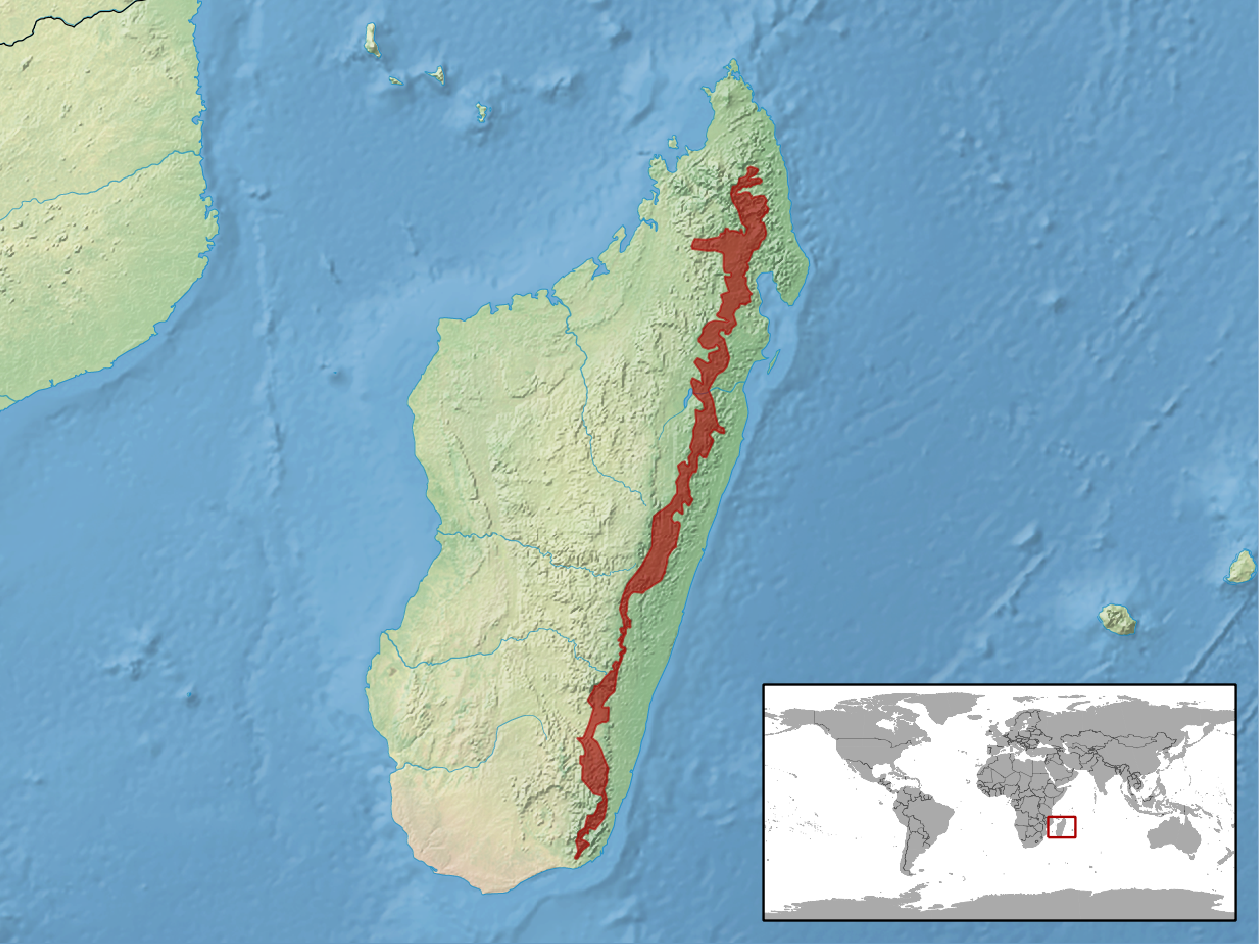
Verbreitungsgebiet

Das Kurzhornchamäleon lebt in den nördlichen und östlichen Gebieten des madagassischen Regenwaldes in Höhen zwischen 800 und 1000 m. Es bevorzugt Primärhabitate, kann aber auch in gestörten Habitaten vorkommen.

## Verhalten
Verhaltensweisen dieser Art entsprechen dem generellen Muster, wie es für viele Chamäleons beobachtet werden kann: Treffen die normalerweise als Einzelgänger lebenden Tiere zum Beispiel zur Paarungszeit aufeinander, verändern sie ihre Färbung. Dies dient eher der Kommunikation zwischen den Tieren als einer Tarnung. Teil des Balzverhaltens der Männchen sind zudem ruckartige Kopfbewegungen und ein Vergrößern des Kehlsacks. Sowohl bei der Balz als auch bei Gefahr können die Occipitallappen aufgestellt werden.
Wie alle Chamäleons Madagaskars ist diese Art ovipar.